# 알렉산드르 콜로브네프
알렉산드르 바실리예비치 콜로브네프(러시아어: Алекса́ндр Васи́льевич Колобнев, 1981년 5월 4일 ~ )는 러시아의 은퇴한 자전거 경기 선수이다. 파리-니스 경주의 부속 경기인 몬테파시 에로이카에서 1위를 차지했으며, 러시아 선수권 대회에서 2번 우승하였다. 2008년 베이징 올림픽에는 러시아 국가대표로 참가하여 남자 개인 도로 부문 동메달을 획득하였다. 2011년에 금지 약물 복용이 적발되었으나 2012년에 복귀하였다.